# Lee Tae-ho
Lee Tae-ho (en coreano: 이태호; nacido el 29 de enero de 1961 en Daejeon) es un exfutbolista y actual entrenador surcoreano. Jugaba de delantero y su último club fue el Daewoo Royals de Corea del Sur. Actualmente dirige a la Universidad de Gangdong.
Lee desarrolló su carrera enteramente en Daewoo Royals. Además, fue internacional absoluto por la Selección de fútbol de Corea del Sur y disputó las Copas Mundiales de la FIFA de 1986 y 1990.

## Trayectoria

### Clubes como futbolista
| Club          | País          | Año         |
| ------------- | ------------- | ----------- |
| Daewoo Royals | Corea del Sur | 1983 - 1992 |

### Selección nacional como futbolista
| Selección | País          | Año         |
| --------- | ------------- | ----------- |
| Sub-20    | Corea del Sur | 1979        |
| Absoluta  | Corea del Sur | 1980 - 1991 |

### Clubes como entrenador
| Club                        | País          | Año             |
| --------------------------- | ------------- | --------------- |
| Universidad Dong-Eui        | Corea del Sur | 1995 - 1998     |
| Daejeon Citizen (asistente) | Corea del Sur | 1999 - 2000     |
| Daejeon Citizen             | Corea del Sur | 2001 - 2002     |
| Escuela Secundaria Shinhan  | Corea del Sur | 2004 - 2007     |
| Universidad Dong-Eui        | Corea del Sur | 2007 - 2011     |
| Manang Marsyangdi Club      | Nepal         | 2011            |
| Busan Kappa                 | Corea del Sur | 2014 - 2015     |
| Universidad de Gangdong     | Corea del Sur | 2015 - Presente |

### Selección nacional como entrenador
| Selección | País         | Año         |
| --------- | ------------ | ----------- |
| Absoluta  | China Taipéi | 2011 - 2012 |

## Estadísticas

### Como futbolista

#### Selección nacional
Fuente:
| Selección de Corea del Sur | Selección de Corea del Sur | Selección de Corea del Sur |
| Año                        | Part.                      | Goles                      |
| -------------------------- | -------------------------- | -------------------------- |
| 1980                       | 4                          | 2                          |
| 1981                       | 11                         | 2                          |
| 1982                       | 15                         | 4                          |
| 1983                       | 7                          | 2                          |
| 1984                       | 10                         | 3                          |
| 1985                       | 12                         | 4                          |
| 1986                       | 5                          | 2                          |
| 1987                       | 1                          | 0                          |
| 1988                       | 7                          | 4                          |
| 1989                       | 5                          | 3                          |
| 1990                       | 1                          | 0                          |
| 1991                       | 0                          | 0                          |
| Total                      | 78                         | 26                         |

##### Goles internacionales
| No  | Fecha                    | Sede      | Oponente               | Gol     | Resultado      | Competición                                          |
| --- | ------------------------ | --------- | ---------------------- | ------- | -------------- | ---------------------------------------------------- |
| 1.  | 27 de agosto de 1980     | Daejeon   | Tailandia              | 1 gol   | 4–0            | Copa del Presidente 1980                             |
| 2.  | 29 de agosto de 1980     | Gwangju   | Baréin                 | 1 gol   | 5–0            | Copa del Presidente 1980                             |
| 3.  | 24 de abril de 1981      | Kuwait    | Tailandia              | 1 gol   | 5–1            | Eliminatorias para la Copa Mundial de Fútbol de 1982 |
| 4.  | 21 de junio de 1981      | Busan     | Japón                  | 1 gol   | 2–0            | Copa del Presidente 1981                             |
| 5.  | 1 de marzo de 1982       | Calcuta   | China                  | 1 gol   | 1–1            | Copa Nehru 1982                                      |
| 6.  | 9 de mayo de 1982        | Bangkok   | Tailandia              | 1 gol   | 3–0            | King's Cup 1982                                      |
| 7.  | 11 de junio de 1982      | Gwangyang | Baréin                 | 2 goles | 3–0            | Copa del Presidente 1982                             |
| 8.  | 11 de junio de 1982      | Gwangyang | Baréin                 | 2 goles | 3–0            | Copa del Presidente 1982                             |
| 9.  | 6 de junio de 1983       | Suwon     | Tailandia              | 1 gol   | 4–0            | Copa del Presidente 1983                             |
| 10. | 15 de junio de 1983      | Seúl      | Ghana                  | 1 gol   | 1–0            | Copa del Presidente 1983                             |
| 11. | 3 de junio de 1984       | Busan     | Guatemala              | 1 gol   | 2–0            | Copa del Presidente 1984                             |
| 12. | 13 de octubre de 1984    | Calcuta   | Pakistán               | 1 gol   | 6–0            | Eliminatorias para la Copa Asiática 1984             |
| 13. | 2 de diciembre de 1984   | Singapur  | Arabia Saudita         | 1 gol   | 1–1            | Copa Asiática 1984                                   |
| 14. | 2 de marzo de 1985       | Katmandú  | Nepal                  | 1 gol   | 2–0            | Eliminatorias para la Copa Mundial de Fútbol de 1986 |
| 15. | 6 de junio de 1985       | Daejeon   | Tailandia              | 1 gol   | 3–2            | Copa del Presidente 1985                             |
| 16. | 8 de junio de 1985       | Gwangju   | Baréin                 | 1 gol   | 3–0            | Copa del Presidente 1985                             |
| 17. | 26 de octubre de 1985    | Tokio     | Japón                  | 1 gol   | 2–1            | Eliminatorias para la Copa Mundial de Fútbol de 1986 |
| 18. | 28 de septiembre de 1986 | Seúl      | China                  | 1 gol   | 4–2            | Juegos Asiáticos de 1986                             |
| 19. | 3 de octubre de 1986     | Seúl      | Indonesia              | 1 gol   | 4–0            | Juegos Asiáticos de 1986                             |
| 20. | 6 de enero de 1988       | Doha      | Egipto                 | 1 gol   | 1–1 (5–4 p.)   | Copa de Naciones Afroasiáticas 1988                  |
| 21. | 3 de diciembre de 1988   | Doha      | Emiratos Árabes Unidos | 1 gol   | 1–0            | Copa Asiática 1988                                   |
| 22. | 14 de diciembre de 1988  | Doha      | China                  | 2 goles | 1–1 (2–1 t.s.) | Copa Asiática 1988                                   |
| 23. | 14 de diciembre de 1988  | Doha      | China                  | 2 goles | 1–1 (2–1 t.s.) | Copa Asiática 1988                                   |
| 24. | 5 de mayo de 1989        | Seúl      | Japón                  | 1 gol   | 1–0            | Partido Anual Corea-Japón                            |
| 25. | 25 de mayo de 1989       | Seúl      | Nepal                  | 1 gol   | 9–0            | Eliminatorias para la Copa Mundial de Fútbol de 1990 |
| 26. | 3 de junio de 1989       | Singapur  | Nepal                  | 1 gol   | 4–0            | Eliminatorias para la Copa Mundial de Fútbol de 1990 |

##### Participaciones en fases finales
| Torneo                                     | Sede        | Resultado    | Partidos | Goles |
| ------------------------------------------ | ----------- | ------------ | -------- | ----- |
| Campeonato Mundial Juvenil de la FIFA 1979 | Japón       | Primera fase | 3        | 1     |
| Copa Asiática 1980                         | Kuwait      | Subcampeón   | 0        | 0     |
| Juegos Asiáticos de 1982                   | Nueva Delhi | Primera fase | —        | —     |
| Copa Asiática 1984                         | Singapur    | Primera fase | 0        | 0     |
| Copa Mundial de Fútbol de 1986             | México      | Primera fase | 0        | 0     |
| Juegos Asiáticos de 1986                   | Seúl        | Campeón      | —        | —     |
| Juegos Olímpicos de 1988                   | Seúl        | Primera fase | 1        | 0     |
| Copa Asiática 1988                         | Catar       | Subcampeón   | 5        | 3     |
| Copa Mundial de Fútbol de 1990             | Italia      | Primera fase | 1        | 0     |

## Palmarés

### Como futbolista

#### Títulos nacionales
| Título                       | Club          | País          | Año  |
| ---------------------------- | ------------- | ------------- | ---- |
| K League 1                   | Daewoo Royals | Corea del Sur | 1984 |
| K League 1                   | Daewoo Royals | Corea del Sur | 1987 |
| Campeonato Nacional de Corea | Daewoo Royals | Corea del Sur | 1989 |
| K League 1                   | Daewoo Royals | Corea del Sur | 1991 |

#### Títulos internacionales
| Título                            | Club (*)      | Sede | Año  |
| --------------------------------- | ------------- | ---- | ---- |
| Campeonato Asiático de Clubes     | Daewoo Royals | Yeda | 1986 |
| Campeonato Afroasiático de Clubes | Daewoo Royals | Riad | 1986 |
| Juegos Asiáticos                  | Corea del Sur | Seúl | 1986 |
| Copa Afroasiática de Naciones     | Corea del Sur | Doha | 1987 |

(*) Incluyendo la Selección

#### Distinciones individuales
| Distinción                          | Año  |
| ----------------------------------- | ---- |
| K League Best XI                    | 1984 |
| Máximo Goleador de la Copa Asiática | 1988 |
| K League Best XI                    | 1990 |